# Syneches flavipalpis
Syneches flavipalpis är en tvåvingeart som beskrevs av Saigusa 1964. Syneches flavipalpis ingår i släktet Syneches och familjen puckeldansflugor. Inga underarter finns listade i Catalogue of Life.